# Santianes (Grado)
Santianes (Santianes de Molenes en asturiano) es una parroquia del concejo de Grado, en el Principado de Asturias (España). Alberga una población de 101 habitantes (INE 2023). Ocupa una extensión de 11,90 km².
Está situada en el área centro oriental del concejo, y limita al norte con la parroquia de Ambás; al noreste con la de Rubiano; al este con las Yernes y Villabre, pertenecientes al concejo de Yernes y Tameza; al suroeste con la de Villamarín; al oeste con la de Restiello; y al noroeste con la de Santa María de Villandás.
Se celebran con oficio religioso las festividades de San Roque y San Miguel, el 16 de agosto y el 29 de septiembre, respectivamente.
La iglesia parroquial, obra de fábrica del siglo XVIII, repite un modelo rural de inspiración barroca, muy común en la zona, con planta de cruz latina y ábside cuadrado, destacando al exterior su monumental espadaña y su amplio cabildo. Un templo localizado en este lugar aparece citado junto a otros de la zona, en el testamento de Ordoño II, falsificación pelagiana fechada el 8 de agosto del 921,:
«In territorio de Salzeto [...] ecclesiam Sancti Iohannis de Lama in Moens».

## Poblaciones
Según el nomenclátor de 2017 la parroquia está formada por las poblaciones de:
- Bárzana (10 hab.)
- Campiellu (0 hab.)
- La Formiguera (0 hab.)
- Llamas (33 hab.)
- El Llanón (5 hab.)
- Momalu (19 hab.)
- Samiguel (6 hab.)
- Santianes (28 hab.)
- Teixéu (10 hab.)
- La Veiga (4 hab.)
- Villaldín (4 hab.)

El lugar de Santianes se localiza en la falda nororiental de la Sierra de Borrallo, orientado al este, a una altura que oscila entre los 560 y los 610 m s. n. m. Dista de la capital, Grado, aproximadamente 18 km, a través de la carretera AS-311.